# Stanislav Štepka
Stanislav Štepka (ur. 26 lipca 1944 w Radošinie) – słowacki pisarz, dramaturg, reżyser, scenarzysta, aktor i autor tekstów.